# Garryowen Football Club
 Garryowen Football Club  est un club de rugby irlandais basé dans la ville de Limerick, en Irlande qui évolue dans le championnat irlandais de première division.
Le club est affilié à la fédération du Munster et ses joueurs peuvent être sélectionnés pour l’équipe représentative de la région, Munster Rugby.

## Histoire
Le club tire son nom d'un quartier de Limerick. Il est fondé en 1884, devient rapidement l'équipe la plus titrée de la région. le blason du club est une étoile dont chacune des cinq branches représente les cinq paroisses médiévales de Limerick.
En anglais, « a garryowen » est une « chandelle » ou « up and under  ». (Voir Lexique du rugby à XV#C).
Le club remporte trois championnats d'Irlande, le dernier en date en 2007.

## Palmarès
- Championnat d'Irlande (3) : 1992, 1994, 2007
- Coupe d’Irlande de rugby à XV : 2007, 2012, 2019
- Munster Senior League (17) : 1903, 1904, 1905, 1906, 1907, 1908, 1909, 1910, 1912, 1925, 1936, 1946, 1947, 1954, 1982, 1983, 2001
  - Finaliste (8) : 1948, 1970, 1971, 1972, 1975, 2002, 2003, 2004
- Munster Senior Cup (37) : 1889, 1890, 1892, 1891, 1893, 1894, 1895, 1896, 1898, 1899, 1902, 1903, 1904, 1908, 1909, 1911, 1914, 1920, 1924, 1925, 1926, 1932, 1934, 1940, 1947, 1952, 1954, 1969, 1971, 1974, 1975, 1979, 1993, 1995, 1997, 1999, 2007, 2012, 2018, 2024
  - Finaliste : 1886, 1888, 1897, 1906, 1907, 1912, 1913, 1922, 1923, 1931, 1937, 1944, 1946, 1950, 1953, 1961, 1970, 1977, 1978, 1986, 1988, 2004, 2005
- Munster Junior Cup (7) : 1910, 1955, 1940, 1976, 1978, 1993, 2007

## Joueurs célèbres
52 joueurs de Garryowen ont été sélectionnés pour l’équipe d’Irlande, et 9 pour les Lions. Parmi eux : 
- Mick Doyle
- Rob Henderson
- Paul Hogan
- Eddie Molloy
- John Moloney
- Noël Murphy
- Eddie O'Sullivan
- Patrick Reid
- Willie Sexton
- Jeremy Staunton
- Tom Tierney
- Richard Wallace
- David Wallace
- Tony Ward
- Gordon Wood
- Keith Wood

 Lions britanniques